# Ja, jag tror att Gud hör bön
Ja, jag tror att Gud hör bön är refrängtexten till sången Om jag blivit blott en enda gång. Den författades av Dudley Kidd och översattes till svenska av Conrad Adolf Björkman. 
Melodin komponerades av Ch. G. Allen och enligt uppgift i Psalmer och Sånger 1987 publicerades musiken i "Förbundstoner").

## Körtexten finns publicerad i
- Frälsningsarméns sångbok 1968 som nr 2 i körsångsdelen under rubriken "Bön".
- Frälsningsarméns sångbok 1990 som nr 757 under rubriken "Bön".
- Segertoner som nr 481 under rubriken "Bönen".